# Evelyn Colyer
Evelyn Lucy Colyer (más tarde Munro, 16 de agosto de 1902 - 4 de noviembre de 1930) fue una jugadora de tenis británica. Junto con Joan Austin, hermana de Bunny Austin, Colyer jugó dobles en la final de Wimbledon de 1923 contra Suzanne Lenglen y Elizabeth Ryan. Colyer y Austin eran conocidas en la prensa británica como "The Babes". En los Juegos Olímpicos de París de 1924, formó equipo con Dorothy Shepherd-Barron y ganó una medalla de bronce en el evento de dobles femeninos.
Desde 1920 hasta 1929, compitió en todas las ediciones del Campeonato de Wimbledon. Su mejor resultado en individuales fue llegar a la cuarta ronda en 1927, donde fue derrotada por Kathleen McKane Godfree.
En 1925, formó equipo con P.B.D Spence y ganó el título de dobles mixtos en el Queen's Club Covered Courts Championships.
Fue parte del equipo británico ganador de la Copa Wightman en 1924 y 1925, así como del equipo que perdió en 1926.
El 13 de febrero de 1930 se casó con Hamish Munro, un plantador de té de Assam, India británica, y poco después, la pareja emigró a Assam. Murió el 6 de noviembre de 1930 por complicaciones tras dar a luz a gemelos el 20 de octubre.

## Finales de Grand Slam

### Dobles (4 subcampeonatos)
| Resultado | Año  | Campeonato             | Pareja       | Oponentes                           | Resultado      |
| --------- | ---- | ---------------------- | ------------ | ----------------------------------- | -------------- |
| Derrota   | 1923 | Wimbledon              | Joan Austin  | Suzanne Lenglen Elizabeth Ryan      | 3–6, 1–6       |
| Derrota   | 1925 | Campeonatos de Francia | Kitty McKane | Suzanne Lenglen Julie Vlasto        | 1–6, 11–9, 2–6 |
| Derrota   | 1926 | Campeonatos de Francia | Kitty McKane | Suzanne Lenglen Julie Vlasto        | 1–6, 1–6       |
| Derrota   | 1926 | Wimbledon              | Kitty McKane | Mary Kendall Browne Randolph Lycett | 1–6, 1–6       |